# Projeto 23900 (navio de assalto anfíbio)
O Projeto 23900 Ivan Rogov é uma classe de navios de assalto anfíbio LHD (Landing Helicopter Dock) composta pelos Ivan Rogov e Mitrofan Moskalenko atualmente em construção para a frota russa.
Os navios foram projetados para servir de alternativa à Classe Mistral, originária da França, da qual um contrato foi assinado por duas unidades em 2011 e depois revogado em 2014 no decorrer da 1ª fase da Guerra Russo-Ucraniana.
Estima-se que o seu deslocamento ronde pelas 40 000 toneladas e que o seu comprimento esteja perto dos 220 metros.

## História
Em meio à 1ª fase da Invasão Russa à Ucrânia, com começo em 2014, a França cancelou o contrato dos dois Mistral anteriormente destinados à Rússia e vendeu ambos à Marinha do Egito no ano seguinte, tendo reembolsado a Federação Russa no mesmo ano em que o contrato rompeu-se.
A história do Projeto 23900 começa em 2015, com a revelação de dois substitutos denominados de "Lavina" e "Priboy" em um fórum técnino-militar.
Em 2017, o Vice-Ministro do Defesa da Rússia anunciou que ambos seriam construídos ao longo de quatro anos e que o navio-líder da classe seria completado em 2022, mas em poucos anos os meios de comunicação estatais russos revelaram que seriam entregues por volta de 2026 e 2027 respetivamente e com a entrada no serviço ativo prevista para 2028. Por esta altura foram anunciados os nomes "Ivan Rogov" e "Mitrofan Moskalenko" no decorrer de uma cerimônia de deposição.
Em 2020, foi assinado com a Agência de Design JSC Zelenodolsk para a construção das embarcações, com a construção dos cascos tendo iniciado no ano seguinte.

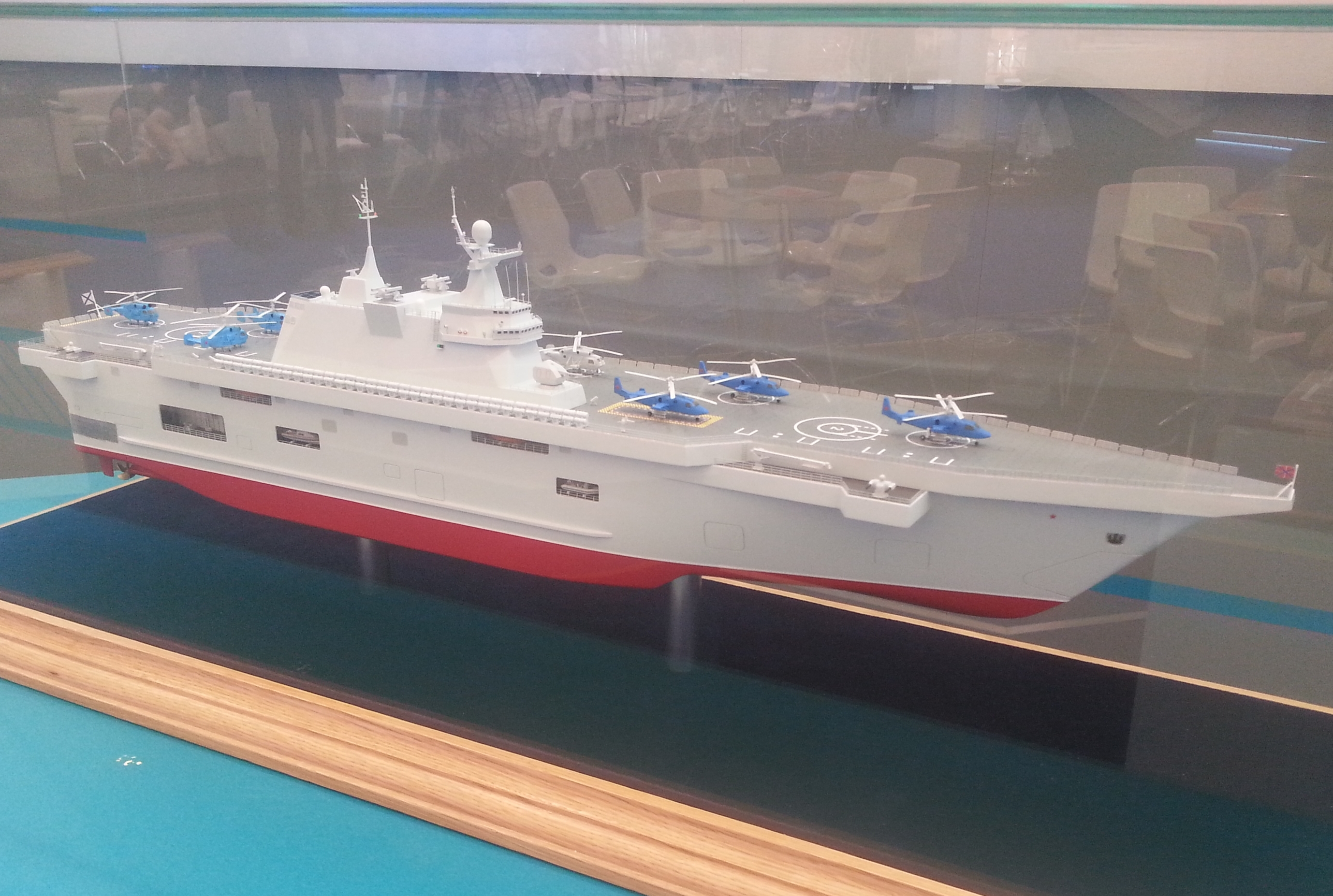
Modelo original do design "Priboy"

## Navios
| Nº fábrica | Nome                | Construtor                           | Status         | Entrega (previsão) | Comissão (previsão) | Notas  |
| ---------- | ------------------- | ------------------------------------ | -------------- | ------------------ | ------------------- | ------ |
| 01901      | Ivan Rogov          | Estaleiro de Zaliv, Querche, Crimeia | Em construção. | 2026               | 2028                | [ 11 ] |
| 01902      | Mitrofan Moskalenko | Estaleiro de Zaliv, Querche, Crimeia | Em construção. | 2027               | 2028                | [ 11 ] |

#### Classes de LHDs semelhantes:
- Mistral (França, proposta cancelada)
- NAM Atlântico (Brasil)
- America (Estados Unidos)
- Dokdo (Coreia do Sul)
- Hyūga (Japão)
- Izumo (Japão)
- Tarawa (Estados Unidos)

#### Páginas relacionadas:
- Marinha da Rússia
- Porta-helicópteros
- Navio de assalto anfíbio